# Det röda fältet
Det röda fältet (kinesiska: 红高粱家族, Hóng Gāoliáng Jiāzú) är en roman från 1987 av den kinesiske författaren Mo Yan. Handlingen följer en kvinna som arbetar på ett destilleri för durrabrännvin i Mos hemstad Gaomi. Romanen består av fem delar "Röd Durra", "Durravin", "Hundliv", "Durrabegravning", och "Märklig Död", vilka först publicerades som en serie i tidskrifter 1986.

## Handling
Det röda fältet utspelar sig kring tre generationer av en Shandongfamilj mellan 1923 och 1976. Berättaren förtäljer historien om sin familjs kamp, först som destilleriägare som tillverkar durrabrännvin och senare i motståndsrörelsen under andra sino-japanska kriget. Romanen berör även osympatiska sidor hos Folkets befrielsearmés framfart, såsom rivaliserande banditgäng och politiska makter. Framställningen är okonventionell på så vis att det här, men annars sällan förekommer något om de japanska soldaternas lidanden i kinesiska författares skildringar av detta krig. Boken kommer också in på Kulturrevolutionen och återupptagandet 1972 av diplomatiska förbindelser mellan Kina och Japan. 
Boken har översatts till svenska av Anna Gustafsson Chen och gavs ut 1997 genom Bokförlaget Tranan.

## Filmatisering
Det röda fältet filmatiserades 1987 under samma titel i regi av Zhang Yimou och med Gong Li i huvudrollen.